# Jaime Baço
Jaime Baço, detto anche Jaume o Jacomart (Valencia, 1410 circa – 1461), è stato un pittore spagnolo.

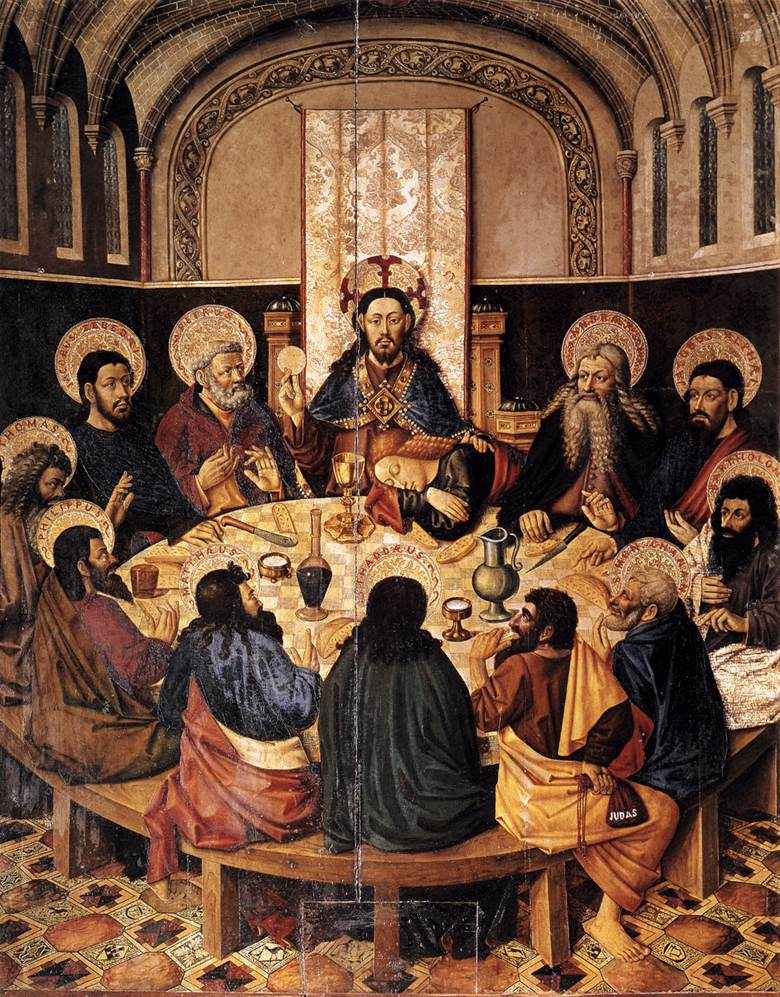
Ultima cena, museo della cattedrale di Segorbe

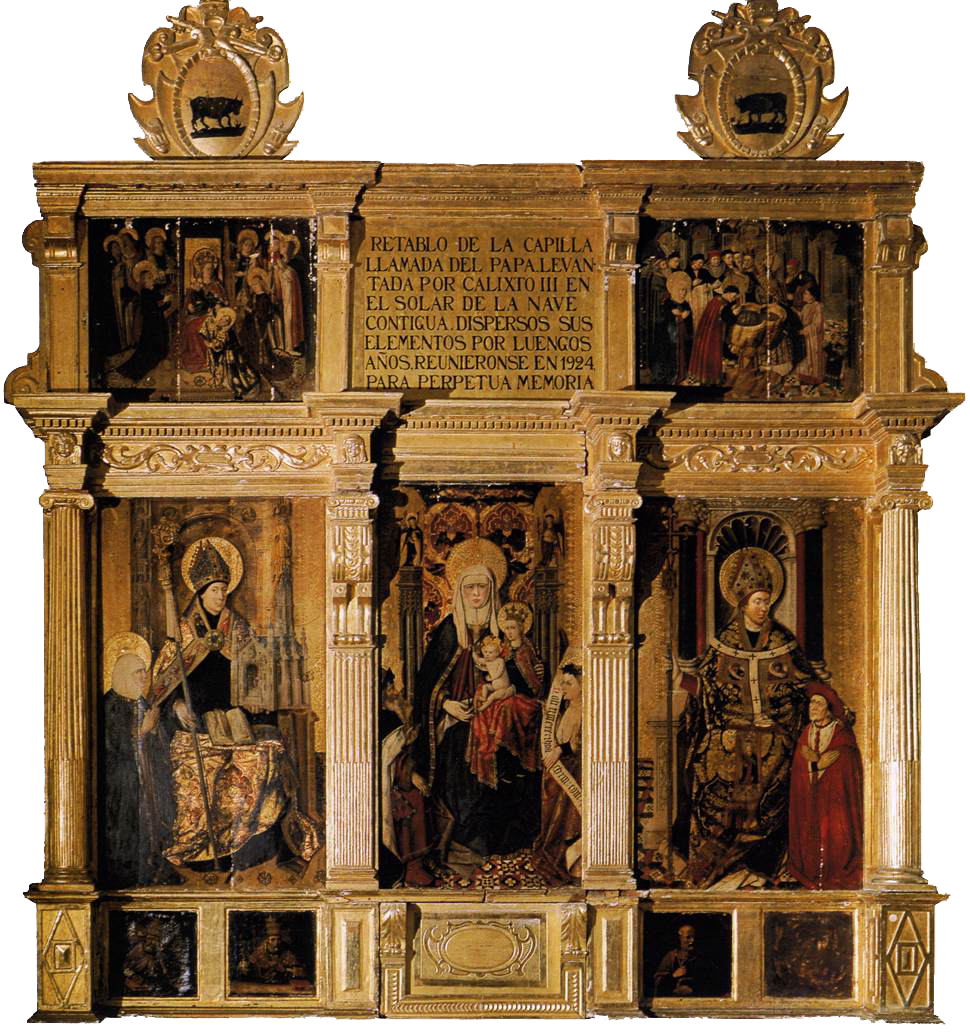
Trittico Borgia, Xàtiva

Fu il principale esponente della pittura catalana del XV secolo, aperto alle molteplici influenze che allora interessavano il cosmopolita stato aragonese. Assimilò la più aggiornata tecnica dei pittori fiamminghi, che unì a un gusto sontuoso, con la predilezione dell'oro, unito a un'intensa spiritualità ed ai motivi architettonici italiani.

## Biografia e opere
Ampi periodi della sua vita sono avvolti dal mistero per la mancanza di documentazione. Lavorò nella sua città natale fino al 1442, quando fu chiamato a Napoli da Alfonso V d'Aragona, che per lui aveva una particolare predilezione, chiamandolo "el nostro leal maestro Jacomart". Influenzò profondamente la scuola locale, tra cui Colantonio, e nel 1445 tornò a Valencia per ritornare in Italia l'anno successivo, sempre su richiesta del re. Visitò in quell'occasione anche Roma e Tivoli, dove entrò in contatto col cardinale Alfonso Borgia, futuro papa Callisto III. Nel 1451 tornò definitivamente a Valencia.
Il suo stile non assorbì le novità italiane dell'epoca, restando invece ancorato al modello fiammingo e alle "rotte mediterranee" dell'arte della prima metà del XV secolo, legate ai fiorenti rapporti commerciali.
A Napoli lasciò un altare in Santa Maria della Pace, andato poi perduto. L'unica sua opera che possiede una documentazione è il Retablo di Catì, opera tarda (del 1460) realizzata in collaborazione con il suo collaboratore e seguace Juan Reixach. Altre opere sono frutto di attribuzioni, alcune ampiamente condivise dalla critica, come il Trittico Borgia (detto anche Retablo di Sant'Anna) nella collegiata di Játiva e le tavole con San Benedetto e Sant'Ildefonso nella cattedrale di Valencia.

## Opere
- Trittico Borgia, 1456, Collegiata di Játiva
- Sant'Elena e san Sebastiano, Collegiata di Játiva
- Retablo dei santi Lorenzo e Pietro Martire, 1460, Catí
- Retablo della Sala Capitolare de la cattedrale di Segorbe
- Retablo di San Martino, convento delle Agostiniane di Segorbe
- San Giacomo e sant'Egidio, Museo di Belle Arti di Valencia
- San Benedetto, cattedrale di Valencia